# Víctor Jara (álbum de 1966)
Víctor Jara, también conocido como Víctor Jara (Geografía) para distinguirlo del álbum homónimo, es el primer álbum de estudio del cantautor chileno Víctor Jara, lanzado en Chile en 1966 por el sello discográfico Demon, siendo este el único álbum del músico bajo este sello. Este disco marca el inicio formal de la carrera musical como solista de Víctor Jara, que anteriormente ya había participado y grabado discos con el Conjunto folclórico Cuncumén. El álbum fue también reeditado bajo los nombres Canto a lo humano y Sus mejores canciones.
Este trabajo incluye grandes clásicos del folclore como El arado, El cigarrito y Paloma quiero contarte, que han sido traducidos a varios idiomas en el continente europeo.

## Versiones
Las carátulas del álbum varían mucho en sus diferentes versiones. La carátula original de Demon muestra a Víctor tocando la guitarra en blanco y negro y en alto contraste. Una reedición mexicana de 1975 por RCA, además de cambiar el nombre del álbum por el de Canto a lo humano, muestra en su carátula una cruz y una guitarra en tonos azulados. Con este nombre también se reeditan varias versiones españolas: en 1979 (Movieplay), 1986 y 1994 (Fonomusic), con una foto a color de Víctor tocando la guitarra; así como una versión francesa por el sello chileno DICAP y una alemana por el sello Pläne, ambas de 1981, con su perfil en blanco y negro, acompañado por líneas de colores. Más adelante en 1993, una nueva reedición chilena por Sony/Columbia, que vuelve a cambiar el nombre del álbum por el de Sus mejores canciones, muestra una fotografía en blanco y negro de Víctor Jara con barba tocando la guitarra, sobre un fondo rojo con letras amarillas. Por último, una reedición de 2001 en CD por Warner Music Chile, con el título original, muestra al cantautor a cuerpo completo y a color, caminando con su guitarra en el lecho de un río, usando camisa roja y pantalones negros. Esta nueva versión en CD además incluye cinco bonus track, cuatro de las cuales son canciones de Víctor Jara junto con el Cuncumén.

## Derechos de autor
La autoría de este álbum, así como de sus sencillos, estuvo en manos de Camilo Fernández, dueño de la discográfica Demon, desde su lanzamiento en 1966 hasta el año 2001, fecha en que recién cedió los derechos a la viuda de Víctor Jara, luego de años de lucrar con el disco (así como con otros de Patricio Manns, Isabel y Ángel Parra, entre otros) sin retribuir jamás económicamente a sus autores o familia.

## Lista de canciones
Toda la música compuesta por Víctor Jara, salvo que se indique lo contrario. 
| Lado A |                                    |                     |          |  |
| N.º    | Título                             | Música              | Duración |  |
| 1.     | «El Arado»                         |                     | 3:31     |  |
| 2.     | «El cigarrito»                     |                     | 2:40     |  |
| 3.     | «La flor que anda de mano en mano» | tradicional chilena | 2:00     |  |
| 4.     | «Deja la vida volar»               |                     | 3:25     |  |
| 5.     | «La luna siempre es muy linda»     |                     | 3:26     |  |
| 6.     | «Ojitos verdes»                    | tradicional chilena | 3:50     |  |
| 18:52  |                                    |                     |          |  |

| Lado B |                             |                       |          |  |
| N.º    | Título                      | Música                | Duración |  |
| 7.     | «La cocinerita»             | tradicional argentina | 2:26     |  |
| 8.     | «Paloma quiero contarte»    |                       | 3:02     |  |
| 9.     | «¿Qué saco rogar al cielo?» |                       | 3:05     |  |
| 10.    | «No puedes volver atrás»    |                       | 2:56     |  |
| 11.    | «El carretero»              |                       | 3:51     |  |
| 12.    | «Ja jai»                    | tradicional boliviana | 2:21     |  |
| 17:41  |                             |                       |          |  |

| Bonus track |                                              |                     |          |  |
| N.º         | Título                                       | Música              | Duración |  |
| 13.         | «La beata» (del sencillo)                    | tradicional chilena | 2:54     |  |
| 14.         | «Se me ha escapado un suspiro» (en Cuncumén) | tradicional chilena | 3:25     |  |
| 15.         | «Doña María, le ruego» (en Cuncumén)         |                     | 2:41     |  |
| 16.         | «Décimas por el nacimiento» (en Cuncumén)    |                     | 4:39     |  |
| 17.         | «Entonces me voy volando» (en Cuncumén)      |                     | 2:02     |  |
| 15:41       |                                              |                     |          |  |

## Créditos
- Víctor Jara: voz y guitarra.
- Quilapayún: en «Ojitos verdes».
- Ángel Parra: charango en «La cocinerita» y «Ja jai».
- Eduardo Carrasco: quena en «Deja la vida volar».[7]